# Chiesa di Santa Chiara (Venezia, Santa Croce)
La chiesa di Santa Chiara era un edificio religioso di Venezia.
Sorgeva nel sestiere di Santa Croce, rivolta al primissimo tratto del Canal Grande nella zona attualmente stretta dall'ultimo tratto stradale verso piazzale Roma.

## Storia

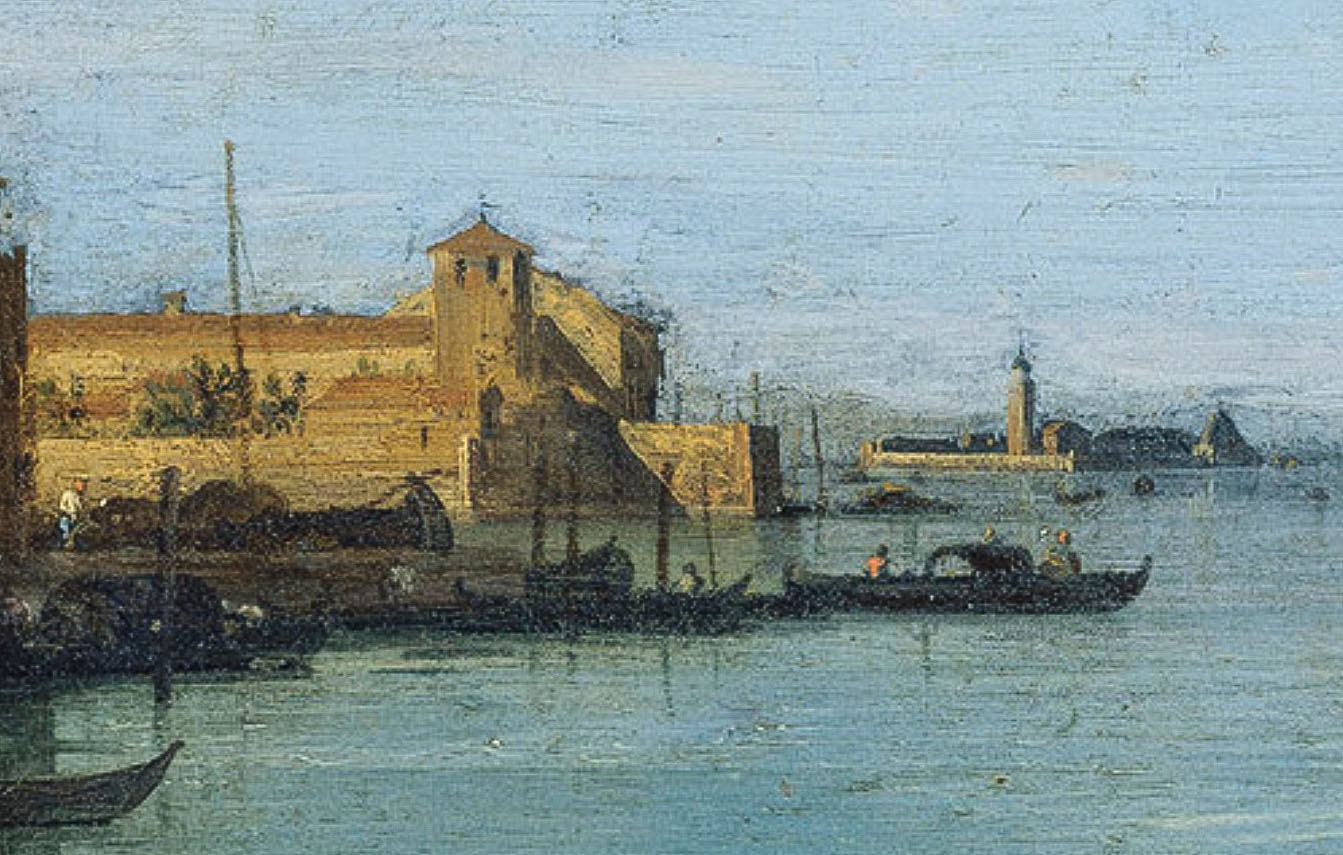
Uno scorcio del convento e della chiesa di Santa Chiara con sullo sfondo l'isola di San Secondo. Particolare da Il Canale di Santa Chiara verso la laguna del Canaletto, Londra, Hampton Court Palace.

L'isola su cui sorse Santa Chiara fu donata nel 1236 da Giovanni Badoer a Costanza Calbo, monaca francescana, perché vi edificasse un monastero. Venne così a svilupparsi una comunità di suore di San Damiano (come erano in origine dette le francescane) con una chiesa intitolata a Santa Maria Mater Dei, la quale venne poco dopo dedicata a santa Chiara.
Distrutta da un incendio nel 1574, venne ricostruita e consacrata nel 1620.
Chiesa e convento furono chiusi nel 1806 durante la dominazione napoleonica e le monache vennero trasferite a Santa Croce e la chiesa fu spogliata.  
Nel 1819 si demolì la chiesetta e tutta l’isola divenne ospedale militare. Degli edifici originari resta oggi solo il convento, dal 1960 sede della questura di Venezia.

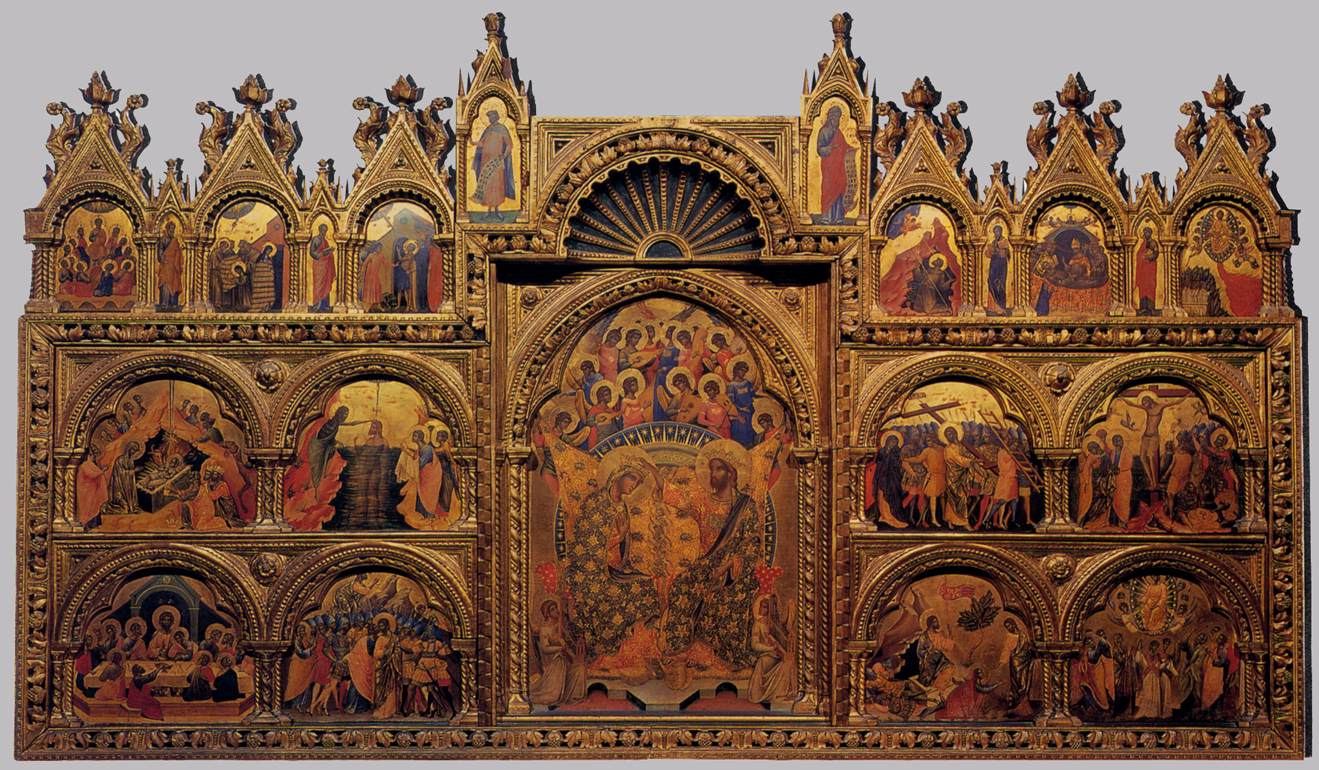
Il polittico di Santa Chiara, oggi conservato alle Gallerie dell'Accademia.

## Descrizione
Dopo la ricostruzione, la chiesa contava cinque altari e notevoli opere di Antonio Vassilacchi, Palma il Giovane e Giovanni Battista Lorenzetti. Il Polittico dell'Incoronazione della Vergine con storie di Cristo e di san Francesco di Paolo Veneziano, già collocato nell'area claustrale del monastero, è ora esposto alle Gallerie dell'Accademia.
Nella chiesa si venerava un chiodo della Vera Croce, oggi conservato nella chiesa di San Pantalon. Secondo la tradizione, fu re Luigi IX di Francia ad affidare la reliquia alle monache, camuffato da comune pellegrino.